# Shayne Pattynama
Shayne Elian Jay Pattynama, né le 11 août 1996 à Lelystad aux Pays-Bas, est un footballeur international indonésien qui joue au poste d'arrière gauche au Buriram United.

## Biographie

### En club
Né à Lelystad aux Pays-Bas, il est d'origine indonésienne par son père moluquois. Shayne Pattynama est formé par le Jong FC Utrecht (en).
Il joue son premier match en professionnel le 21 août 2017, lors d'une rencontre de championnat face au TOP Oss. Il marque son premier but face au Go Ahead Eagles.
Après deux saisons, il rejoint le SC Telstar. Il fait ses débuts le 18 octobre 2019 contre Almere City.
De 2021 à 2024, il signe avec le club norvégien du Viking FK et marque un but contre le Vålerenga Fotball.
Le 1er février 2024, il signe un contrat de deux ans et demi avec le KAS Eupen.

### En sélection
Shayne Pattynama représente l'Indonésie  en sélection. Il joue notamment avec l'Équipe d'Indonésie de football pour les matchs amicaux contre le Palestine et l'Argentine. Le 16 novembre 2023, il marque son premier but international contre l'Irak lors des éliminatoires de la Coupe du Monde de 2026.